# Nicolas Schindelholz
Nicolas Schindelholz (Binningen, 12 februari 1988 – 18 september 2022) was een Zwitsers voetballer die voornamelijk als verdediger actief was.
In augustus 2020 werd er bij hem longkanker vastgesteld, waar hij op 18 september 2022 op 34-jarige leeftijd aan overleed.